# Mythimna suavina
Mythimna suavina är en fjärilsart som beskrevs av Márton Hreblay. Mythimna suavina ingår i släktet Mythimna och familjen nattflyn. Inga underarter finns listade i Catalogue of Life.